# Onzo
Onzo är en ort och kommun i provinsen Savona i regionen Ligurien i Italien. Kommunen hade 214 invånare (2018).